# 坂本多加雄
坂本 多加雄（さかもと たかお、1950年6月8日 - 2002年10月29日）は、日本の政治学者（政治学・日本政治思想史）。学位は、法学博士。

## 人物
愛知県名古屋市出身。1952年（昭和27年）、父の転勤により兵庫県神戸市に転居。灘中学校・高等学校を経て、1975年（昭和50年）東京大学法学部卒業。同大学院にて日本政治思想史を専攻し、松本三之介らの指導を受ける。同じく近代日本政治史を専攻研究した御厨貴や北岡伸一とは、その頃から交流があった。
1980年（昭和55年）同大学院法学政治学研究科博士後期課程を修了して学習院大学法学部助教授に就任、1987年（昭和62年）より教授。1992年（平成4年）～1994年（平成6年）、ハーバード大学客員研究員。
1996年（平成8年）12月2日、藤岡信勝、西尾幹二らが中心となって「新しい歴史教科書をつくる会」の結成記者会見が開かれる。西尾は「この度、検定を通過した7社の中学教科書は、証拠不十分のまま従軍慰安婦の強制連行説をいっせいに採用した」との声明を発表。声明文には藤岡、西尾、小林よしのり、坂本、高橋史朗、深田祐介、山本夏彦、阿川佐和子、林真理子の計9人が呼びかけ人として名を連ねた。
「追悼・平和祈念のための記念碑等施設の在り方を考える懇談会」委員などを務め、学習院大学では政治学科主任や史料館長などを歴任した。
福地源一郎、山路愛山といった近現代日本の知識人の論考・言説研究から著述活動をスタートし、日本の来歴をどう位置付けるかをライフワークとした。1990年代半ばから保守派の論客として活動した。歴史教科書問題では、歴史教育と歴史研究を区別し、歴史研究（特に近現代史）は様々であるべきだが、歴史教育はオーソドックスなものであるべき、と主張した。
2002年（平成14年）10月、胃ガンで急死（発見が遅れ、急速に進行悪化）。
大学時代からの弓道と映画鑑賞が趣味で、遺稿の映画評論をまとめ『スクリーンの中の戦争』（文春新書）が出版された。

## 受賞歴
- 1991年 『市場・道徳・秩序』でサントリー学芸賞、日経・経済図書文化賞を受賞。
- 1996年 『象徴天皇制度と日本の来歴』で読売論壇賞を受賞。

## 著書
- 『山路愛山』吉川弘文館〈人物叢書〉、1988年9月。ISBN 4-642-05156-2。オンデマンド版、2024年10月、ISBN　9784642751568
- 『市場・道徳・秩序』創文社〈現代自由学芸叢書〉、1991年6月。ISBN 4-423-73051-0。
  - 『市場・道徳・秩序』筑摩書房〈ちくま学芸文庫〉、2007年7月。ISBN 978-4-480-09085-0。解説猪木武徳
- 『日本は自らの来歴を語りうるか』筑摩書房、1994年2月。ISBN 4-480-85655-2。
- 『象徴天皇制度と日本の来歴』都市出版〈都市選書〉、1995年10月。ISBN 4-924831-24-7。
  - 『天皇論―象徴天皇制度と日本の来歴』文藝春秋〈文春学藝ライブラリー〉、2014年4月。解説中島岳志
- 『20世紀の日本〈11〉 知識人―大正・昭和精神史断章』読売新聞社、1996年8月。ISBN 4-643-96027-2。
- 『近代日本精神史論』講談社学術文庫、1996年9月。ISBN 4-06-159246-7。
- 『新しい福沢諭吉』講談社現代新書、1997年11月。ISBN 4-06-149382-5。
- 『歴史教育を考える――日本人は歴史を取り戻せるか』PHP新書、1998年3月。ISBN 4-569-55975-1。
- 『日本の近代〈2〉1871～1890　明治国家の建設』中央公論新社、1999年1月。ISBN 4-12-490102-X。
  - 『日本の近代② 1871～1890　明治国家の建設』 中公文庫、2012年9月。編集委員は伊藤隆・猪木武徳・北岡伸一・御厨貴
- 『求められる国家』小学館文庫、2001年7月。ISBN 4-09-402306-2。
- 『国家学のすすめ』筑摩書房〈ちくま新書〉、2001年9月。ISBN 4-480-05911-3。
- 『問われる日本人の歴史感覚』勁草書房、2001年11月。ISBN 4-326-35125-X。
- 『スクリーンの中の戦争』文藝春秋〈文春新書〉、2005年2月。ISBN 4-16-660425-2。

### 選集
- 『歴史を語る作法　坂本多加雄◎対談・書評集』杉原志啓監修、都市出版、2004年12月。ISBN 4-901783-14-9。
- 『近代日本精神史 坂本多加雄選集Ⅰ』杉原志啓編・解題、藤原書店、2005年10月。ISBN 4-89434-477-7。

「第1部 日本政治思想史の研究」、「第2部 知識人―大正・昭和精神史断章」
- 『市場と国家 坂本多加雄選集 Ⅱ』杉原志啓編・解題、藤原書店、2005年10月。ISBN 4-89434-478-5。

「第1部 日本国憲法と天皇という制度」、「第2部 市場と国家」、「第3部 時事評論」1996‐2002年の論考

### 編著
- 福澤諭吉『福澤諭吉著作集 第9巻　丁丑公論 瘠我慢の説』慶應義塾大学出版会、2002年9月。ISBN 476-6408853。全16篇を収録
- 福澤諭吉『学問のすすめ ほか』中央公論新社〈中公クラシックス〉、2002年11月。ISBN 412-1600428。他に「学問の独立、瘠我慢の説、丁丑公論」を収録

### 論考・共著
- 「中江兆民における道徳と政治――「近代的政治思想」とは何か」、近代日本研究会 編『近代日本研究の検討と課題』山川出版社〈年報・近代日本研究 10〉、1988年11月。ISBN 4-634-61400-6。
- 「「企業者」観念の発見と日本の伝統」、近代日本研究会 編『明治維新の革新と連続　政治・思想状況と社会経済』山川出版社〈年報・近代日本研究 14〉、1992年10月。ISBN 4-634-61750-1。
- 「吉野作造の「民本主義」」、近代日本研究会 編『比較の中の近代日本思想』山川出版社〈年報・近代日本研究 18〉、1996年11月。ISBN 4-634-61790-0。
- 学習院大学『日本外交におけるアジア主義』1997年。
- 秦郁彦、半藤一利・保阪正康『昭和史の論点』文藝春秋〈文春新書〉、2000年3月。ISBN 4-16-660092-3。
- 出雲井晶、林秀彦・名越二荒之助・中西輝政・高森明勅『語り伝えたい美しい日本の建国』明成社、2007年2月。ISBN 978-4-944219-50-6。
- 「国民と民族」、大内裕和 編『愛国心と教育』広田照幸監修、日本図書センター〈リーディングス日本の教育と社会 第5巻〉、2007年6月。ISBN 978-4-284-30120-6。
- 「歴史教育とは何か」、三谷博 編『歴史教科書問題』広田照幸監修、日本図書センター〈リーディングス日本の教育と社会 第6巻〉、2007年6月。ISBN 978-4-284-30121-3。
- 岡崎久彦、北岡伸一『日本人の歴史観　黒船来航から集団的自衛権まで』文藝春秋〈文春新書〉、2015年9月。ISBN 4-16-661043-0。

## 研究
- 「坂本多加雄没後20年記念シンポジウム」（2022年10月29日、主催：「日本文明」研究フォーラム／学習院大学大学院政治学研究科）

登壇者：井上寿一、梶田明宏、苅部直、北岡伸一、河野有理、杉原志啓、鈴木健吾、田頭慎一郎、御厨貴